# Collège de Sociologie
Collège de Sociologie (Szkoła socjologii) była bardzo wpływową grupą luźno powiązanych ze sobą intelektualistów. Nazwa grupy wzięła się stąd, że grupa miała w zwyczaju organizować serie nieformalnych dyskusji (wykładów prowadzonych na zasadzie samokształcenia).
Collège de Sociologie założony został w 1937 roku w Paryżu i działał do roku 1939, gdy jego działalność przerwała II wojna światowa. 
Wśród członków założycieli znaleźli się najsłynniejsi intelektualiści francuscy okresu międzywojennego tacy jak Georges Ambrosino, Georges Bataille, Roger Caillois, Pierre Klossowski, Pierre Libra, Jules Monnerot, Michel Leiris. W działalności grupy uczestniczyli także surrealiści i inni intelektualiści (Alexandre Kojève, Jean Paulhan, Jean Wahl, Walter Benjamin, Hans Mayer, André Masson, Denis de Rougemont).
Członków Collège de Sociologie łączyło niezadowolenie z surrealizmu. Uważali, że skupienie się surrealizmu na tym co nieświadome daje jednostce pierwszeństwo nad społeczeństwem i w ten sposób zaciemnia społeczny wymiar ludzkiego doświadczenia. 
W opozycji do takiego ujęcia członkowie Collège skoncentrowali się na "Socjologii sacrum, która ujmowała w sobie badanie wszelkich przejawów społecznego istnienia tam gdzie aktywna obecność sacrum jest oczywista". Grupa opierała się na pracach z obszaru antrpologii i socjologii, które skupiały się na tym jak ludzkie społeczności angażują się w zbiorowe rytuały i akty rozdziału takie jak potlacz. To właśnie tu, w momentach intensywnych doświadczeń społeczności raczej niż w indywidualistycznych marzeniach i snach surrealizmu członkowie Collège de Sociologie doszukiwali się istoty ludzkiej natury.
Grupa spotykała się przez okres dwóch lat i prowadziła wykłady na różne tematy takie jak struktura armii, Markiz de Sade, monarchia brytyjska, literatura, seksualność, Hitler i Hegel. Zainteresowania te, a w szczególności zwrot ku kulturom rodzimym, był częścią szerszego trendu związanego z prymitiwizmem (poglądu, że życie było lepsze lub bardziej moralne na wcześniejszych etapach historii ludzkości lub wśród ludów prymitywnych).
Grupa Collège de Sociologie była ściśle związana ze stowarzyszeniem sekretnym (skupiającym zafascynowanych obrzędem ofiary z człowieka) publikującym periodyk Acéphale - "czasopismo o inspiracjach nietzscheańskich". 
Prace członków Collège de Sociologie wywarły wpływ na takich myślicieli jak Michel Foucault, Jacques Derrida, Emmanuel Levinas, Jean-Luc Nancy, Michel Maffesoli i Jean Baudrillard.